# Union sportive de l'enseignement du premier degré

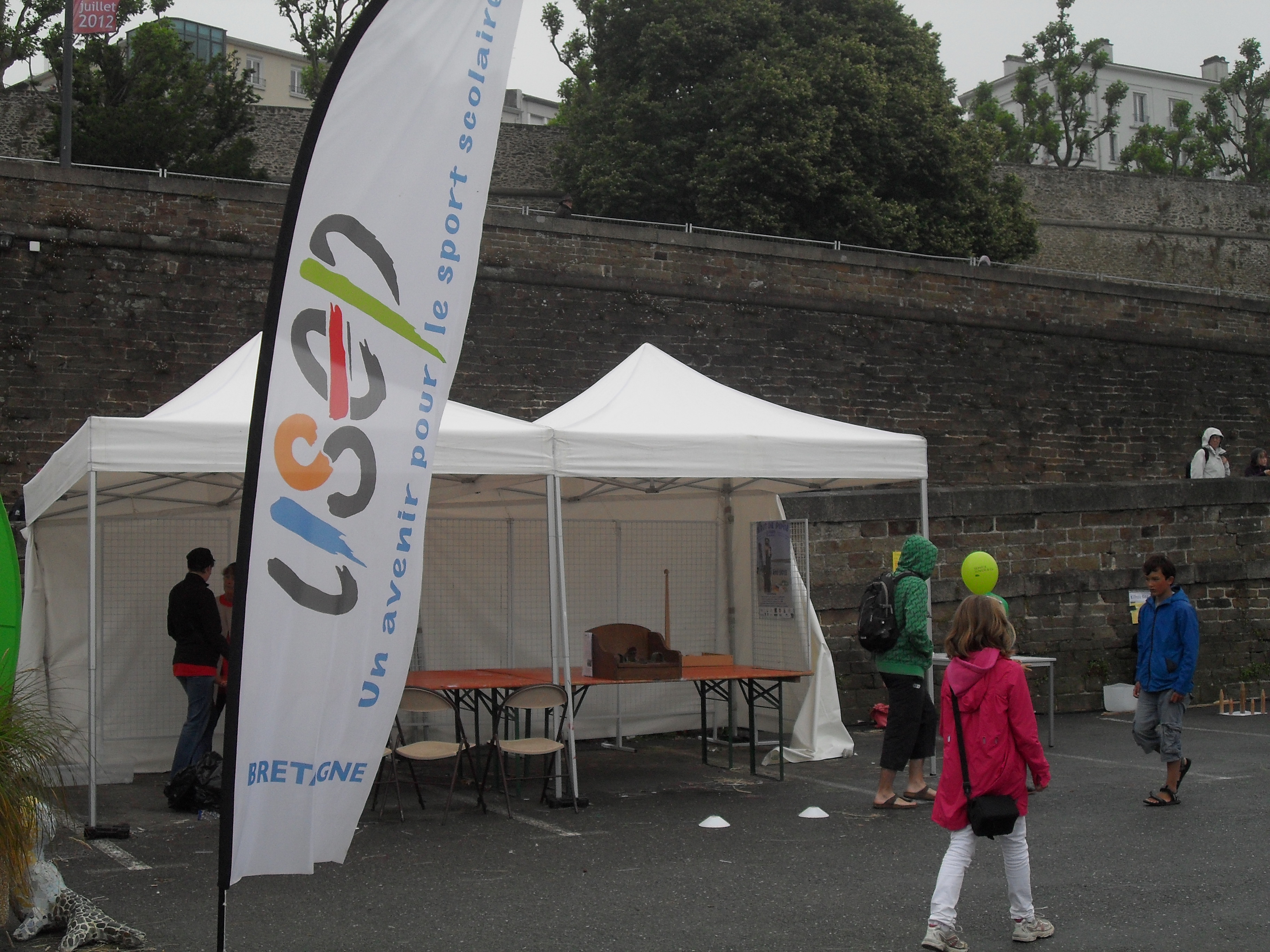
Le drapeau USEP à Brest en 2012.

L'Union sportive de l'enseignement du premier degré (USEP) est la fédération de sport scolaire de l'école primaire française. 
Évoluant au sein de la ligue de l'enseignement, elle est placée sous la tutelle du ministre chargé de l'éducation. L'USEP participe à une mission de service public, qui vise l'éducation par le sport, la formation d'un citoyen sportif éclairé.
L'USEP est membre du comité national olympique et sportif français.

## Histoire
L'USEP est créée le 1er février 1939, par décret signé par Jean Zay, en tant que branche de l'UFOLEP et de la Ligue de l'enseignement.
En avril 1942, la Ligue, activement engagée dans la Résistance, devient la cible de l’ordre moral pétainiste au point qu’elle est dissoute et spoliée de ses biens par le gouvernement de Vichy. L'USEP, comme les autres composantes de la Ligue, entre alors dans la clandestinité.
Au titre de la loi n° 84-610 du 16 juillet 1984 relative au développement des activités physiques et sportives, l'USEP est officiellement reconnue comme la fédération sportive scolaire des écoles publiques de l'enseignement du premier degré.

## Objectifs
Prenant racine dans l'éducation populaire (qui a pour but de rassembler des individus de divers horizons géographique ou social autour d'un projet sportif afin de les faire progresser), l'USEP a pour vocation de réunir les enfants du premier degré autour de pratiques sportives. 
Elle prépare les élèves à devenir des adultes sportifs et des citoyens responsables :
- en s'appropriant les règles de groupe
- en développant des valeurs humanistes (vivre ensemble, mixité...) et laïques.

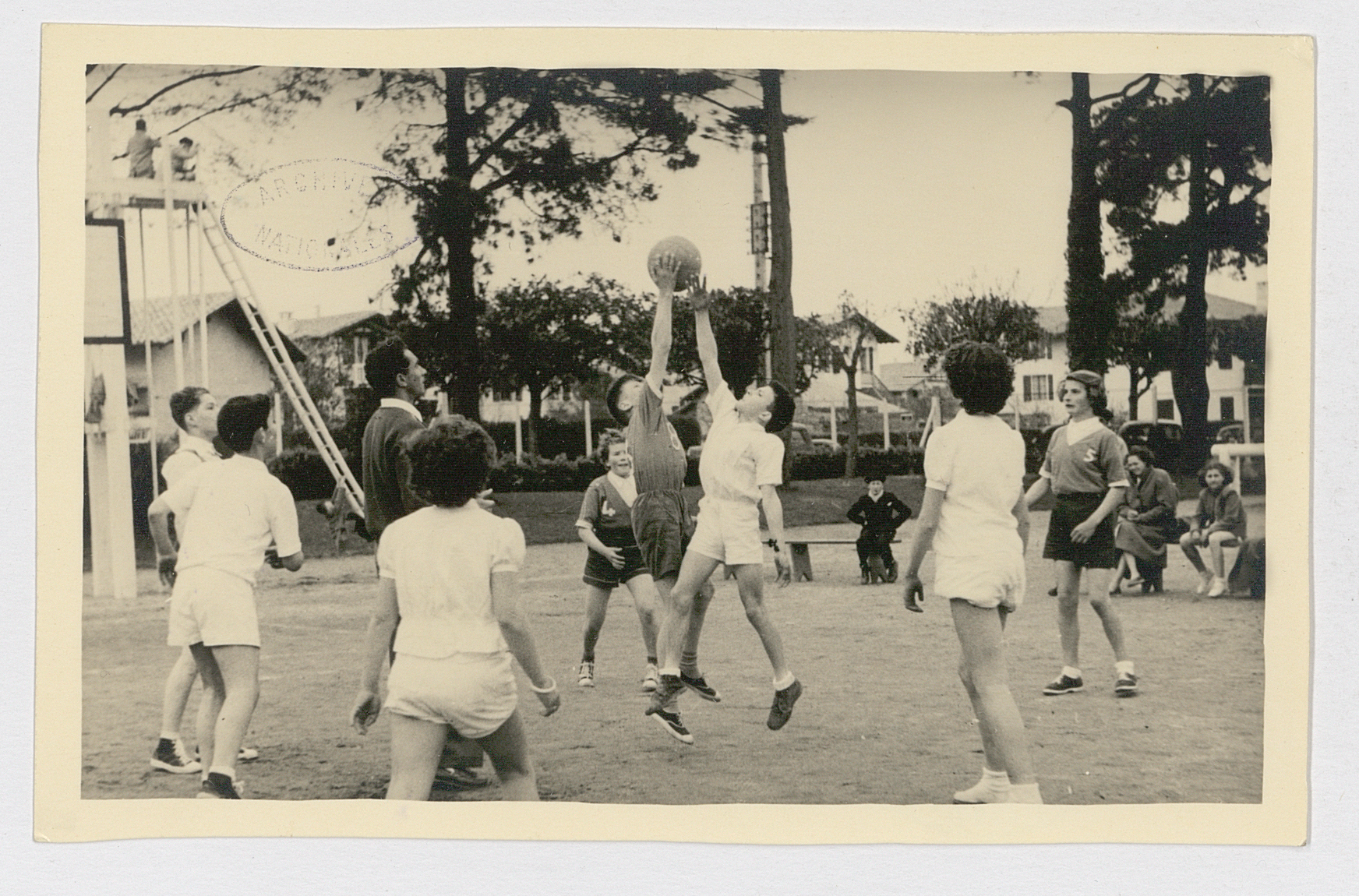
Match de basket (sans date, après 1945)

## Organisation
L'USEP nationale est la 1re fédération sportive scolaire de France (860 000 licenciés), elle est la 4e fédération sportive française. 
Elle se subdivise en comités départementaux qui se réunissent afin de définir les projets sportifs à venir dans le département tout en respectant les orientations nationales.
Les écoles (ou juste des classes) peuvent s'affilier après avoir créé une « association USEP » pour les représenter. 
Par la suite, l'association pourra :
- demander des subventions à la mairie, le Conseil Général, la Direction Départementale de la Jeunesse et du Sport (DDJS)
- obtenir le remboursement de certains matériels (kits, filets, table de tennis, etc.)
- faire appel à des partenaires locaux
- faire appel aux cotisations des enfants